# Infiniti Q70
La Infiniti Q70 è una berlina sportiva di fascia medio-alta prodotta dalla casa automobilistica giapponese Infiniti dal 2013 al 2019.
Ha rappresentato il modello più importante della gamma del costruttore.